# Mehmed Kemâl

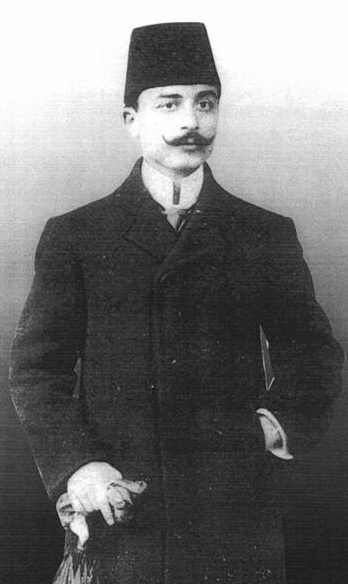
Mehmed Kemâl Bey

Mehmed Kemâl Bey (geboren 1. März 1884 in Beirut; gestorben 10. April 1919 in Istanbul) war ein osmanischer Verwaltungsbeamter und Lehrer.

## Leben
Die Schule besuchte Mehmed Kemâl in Antalya und Izmir. Anschließend studierte er an der Mülkiye, der heutigen Universität Ankara. 1909 schloss er seine Ausbildung zum Kaymakam (Landrat) ab. Er arbeitete anschließend auf Rhodos als Lehrer einer Mittelschule und war 1911 in Doyran, 1912 in Gebze, 1913 in Karamürsel und ab 1915 Kaymakam des Landkreises (kaza) Boğazlıyan. In dieser Funktion beteiligte er sich an dem Völkermord an den Armeniern in seinem Amtsbereich. In der Region gab es unter der türkischen Bevölkerung erheblichen Widerstand gegen die Massaker. 1916 war er als Kaymakam in einem Landkreis von Damaskus eingesetzt. Im Oktober desselben Jahres arbeitete er in einer Behörde in İzmit. 1919 wurde er von einem Militärgericht zum Tode verurteilt und hingerichtet. Bei seinem Prozess vor dem Yozgat-Tribunal am 29. März 1919 erklärte er, dass er als ein Staatsbediensteter gehandelt und als Beamter seine Aufgabe erfüllt und somit auch kein schlechtes Gewissen zu haben brauche. Hauptbelastungspunkt war die schriftliche Aussage eines örtlichen Muftis. Wegen der Massaker und den Plünderungen wurde er gemäß Artikel 170/171 des Osmanischen Militärstrafgesetzes zum Tode verurteilt. Am 10. April 1919 wurde das Urteil auf dem Beyazit-Platz in Istanbul vollstreckt.

## Nachwirken
Entsprechend seinem Vermächtnis wurde Mehmed Kemâl auf dem Kuşdili-Friedhof im Istanbuler Bezirk Kadıköy beigesetzt. Am 10. Oktober 1922 wurde er durch einen Erlass der Großen Nationalversammlung zum „Nationalen Märtyrer“ (osmanisch şehid-i millî, türkisch Millî Şehit) erklärt. Der türkische Staat schenkte seiner Familie auf der Grundlage eines Sondergesetzes aus dem Jahre 1926 zwei Etagenwohnungen aus dem beschlagnahmten Besitz deportierter Armenier. Im Jahre 1973 wurde sein Grab durch eine Initiative des Vereins der Absolventen der Mülkiye renoviert und Mehmed Kemâl mit dem Titel „Märtyrer der Nation“ versehen. Sein Grab wurde zu einem „Ehrendenkmal“ erklärt.